# Jeannette Rankin

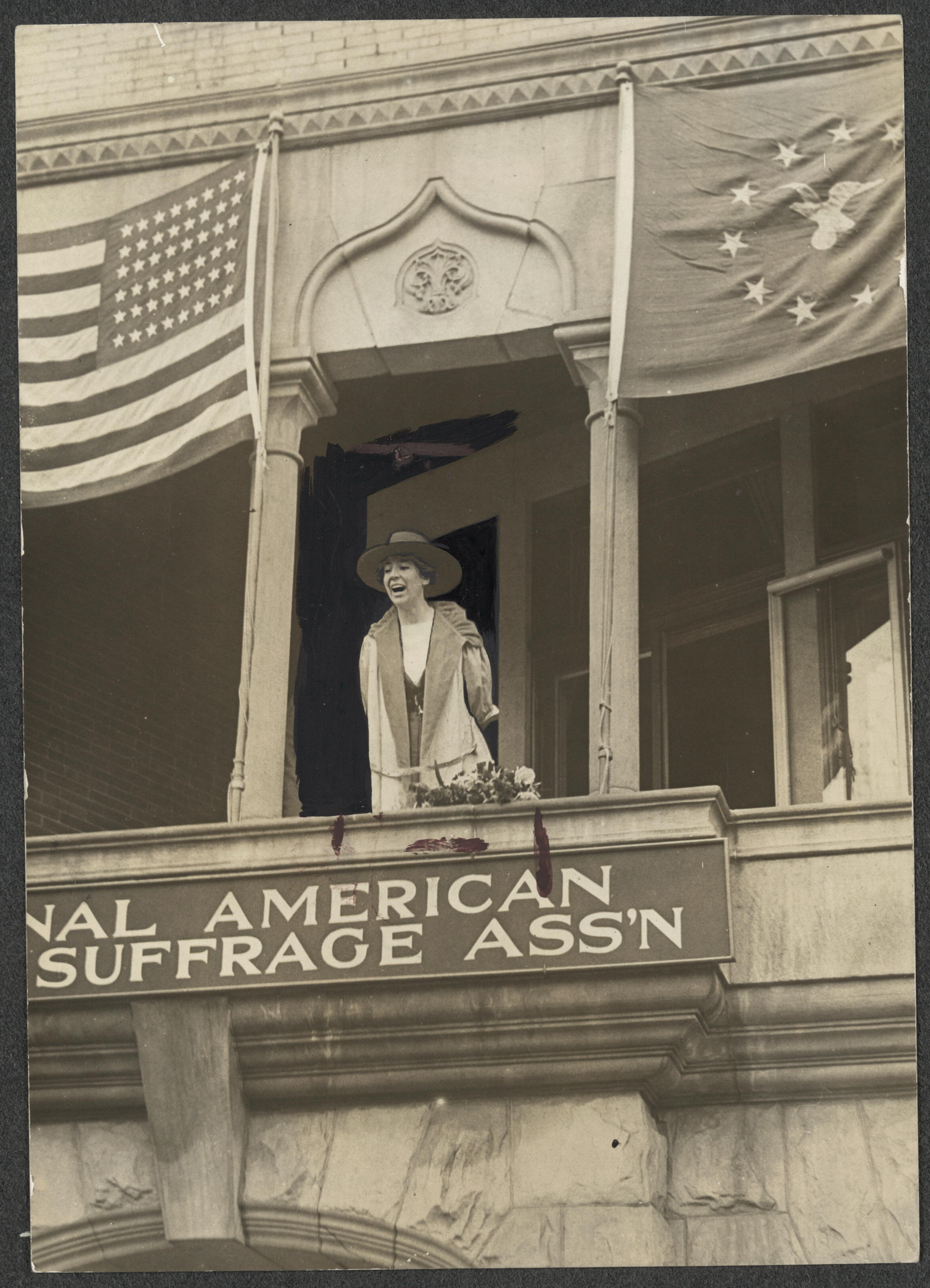
Jeannette Rankin, 1917

Jeannette Pickering Rankin (Missoula, 11 giugno 1880 – Carmel, 18 maggio 1973) è stata una politica statunitense famosa per essere stata la prima donna eletta presso la Camera dei Rappresentanti e per essere stata l'unico membro del Congresso stesso a votare contro l'ingresso in guerra degli Stati Uniti nella seconda guerra mondiale.

## Biografia
Laureata all'Università del Montana nel 1902, lavorò per vari anni come assistente sociale a Seattle ed iniziò a fare politica sostenendo le suffragette: la sua battaglia fu decisiva al fine di dare il diritto di voto alle donne nel Montana (1914).
Il 7 novembre del 1916 fu eletta con il Partito Repubblicano alla Camera dei rappresentanti e nuovamente nel 1941. Fu la prima donna ad essere eletta membro in uno dei due rami del Parlamento.
Fervente pacifista, fu l'unico membro del Congresso a votare contro la dichiarazione di guerra al Giappone, dopo l'attacco di Pearl Harbor. In precedenza si era anche opposta alla partecipazione degli Stati Uniti alla prima guerra mondiale e, sul finire della sua vita, quando ormai non aveva più cariche istituzionali, si oppose anche alla guerra del Vietnam.
La scelta di non appoggiare l'entrata in guerra degli Stati Uniti contro le potenze dell'Asse la rese molto impopolare tra l'elettorato repubblicano: per questo Jeannette Rankin dal 1943 in poi non si candidò più ed al termine della seconda guerra mondiale si recò in India dove divenne una sostenitrice della nonviolenza di Mahatma Gandhi.
Ammiratrice di Martin Luther King Jr., fu amica di sua moglie Coretta Scott King e della cantante folk Judy Collins.

## Vita privata
Rankin non si sposò mai. Mentre ella mantenne per tutta la vita una stretta amicizia con la famosa giornalista e scrittrice Katherine Anthony, le due donne non ebbero mai legami amorosi (La partner di Anthony fu l'educatrice Elisabeth Irwin, fondatrice della Little Red School House in New York).  
I biografi della Rankin non sono concordi a proposito dei suoi orientamenti sessuali, ma in genere sono d'accordo sul fatto che lei fosse troppo impegnata nella sua attività per avere relazioni di tipo personale.